# Stepnoe Ozero
Stepnoe Ozero (in russo Степное Озеро?) è un insediamento di tipo urbano del territorio dell'Altaj (Russia) con 6 672 abitanti (censimento del 14 ottobre 2010).

## Geografia
L'insediamento si trova circa 270 km in linea d'aria a ovest/sud-ovest del centro amministrativo regionale di Barnaul, nella steppa di Kulunda, a circa 2 km dalla sponda nord-orientale del salato lago di Kuchuk e a 10 km dall'estremità meridionale del lago di Kulunda. Subito a sud-est dell'insediamento si trova il più piccolo lago Selitrovoe («lago di nitrato»).
Stepnoe Ozero appartiene al rajon di Blagoveščenka e si trova 6 km a sud/sud-ovest del suo capoluogo amministrativo omonimo, con il quale forma la comunità rurale di Stepnoosoroski possovet.

## Storia
Il luogo è stato creato nel 1960 in connessione con la costruzione di un impianto chimico. Nel 1984 Stepnoe Ozero ha ricevuto lo status di insediamento di tipo urbano. Il suo nome significa lago della steppa.

### Evoluzione demografica
Fonte: Risultati del Censimento Russo del 2010. Volume 1. Numero e distribuzione della popolazione.
- 1989: 7447
- 2002: 7184
- 2010: 6672